# Баните (община)
Община Баните се намира в Южна България и е една от съставните общини на област Смолян.

## География

### Географско положение, граници, големина
Общината е заема североизточната част на област Смолян. С площта си от 301,165 km2 е 4-тата по големина сред 10-те общините на областта, което съставлява 9,43% от територията на областта. Границите ѝ са следните:
- на юг – община Мадан;
- на югозапад – община Смолян
- на северозапад – община Лъки, област Пловдив;
- на север – община Асеновград, област Пловдив;
- на североизток – община Черноочене, област Кърджали;
- на изток – община Ардино, област Кърджали.

### Природни ресурси

#### Релеф
Релефът на общината е средно и високо планински. Територията ѝ се простира в североизточната част на Западните Родопи.
По границата ѝ с общините Лъки и Асеновград, от югозапад на североизток се простира най-мощният и най-високият дял на Западните Родопи – Переликско-Преспанския, по билото на който са наредени върховете Преспа 2000,4 m (най-високата точка на общината), Свобода (Ениханбаба, 1943,2 m), Елварника (1714,8 m) и Проглед (1578,8 m). От последния, но вече в източна посока се простира Синивръшкия рид (крайната североизточна част на Переликско-Преспанския дял), от който в община Баните остава неговата западна част.
От връх Преспа на югоизток и изток, между дълбоките долини на реките Малка Арда на юг и Давидковска река на север се отделя дълъг и тесен планински рид, който завършва при долината на река Арда, при селата Вишнево и Гълъбово, като постепенно височината му се понижава.
От връх Елварника, отново в източна посока, между дълбоките долини на реките Давидковска на юг и Боровица на север се отделя втори дълъг и тесен планински рид – Каракулас. Неговата височина също се понижава от запад на изток, като в пределите на община Баните попадат неговите западни, най-високи части.

#### Води
На югоизток, по границата с община Ардино преминава малък участък (около 13 – 14 km) от горното течение на река Арда.
През територията на община Баните протичат части от теченията на три реки леви притоци на Арда. На юг, през селата Малка Арда, Оряховец и Баните преминава част от долното течение на река Малка Арда. Тя тече в тясна и дълбока, слабо залесена долина, като при селата Оряховец и Баните образува малко долинно разширение и югоизточно от село Вишнево се влива отляво в Арда.
През средата на общината, от запад на изток в дълбока, на места каньоновидна долина с множество планински меандри протича Давидковска река. Тя извира на 1,6 km югоизточно от връх Преспа минава покрай селата Стърница, Давидково, Дебеляново и Малко Крушево и югоизточно от последното напуска територията на община Баните и след около 7 – 8 km се влива отляво в река Арда. На територията на общината тя получава отляво два по-големи притока Загражденска река и Рибен дол, долините на които също са много дълбоки и слабо залесени.
Най-на север, в много дълбока, слабо залесена и силно опороена долина протича горното течение на река Боровица, която също е ляв приток на Арда (влива се в язовир Кърджали на територията на област Кърджали). Тя води началото си от североизточното подножие на връх Елварника по името Хамбардере. Тече на север през заличеното село Хамбар, след което завива на изток и напуска пределите на община Баните.

## Население

### Етнически състав (2011)
Численост и дял на етническите групи според преброяването на населението през 2011 г.:
|                     | Численост | Дял (в %) |
| Общо                | 4923      | 100,00    |
| Българи             | 4170      | 84,70     |
| Турци               | 19        | 0,39      |
| Цигани              | –         | -         |
| Други               | 9         | 0,18      |
| Не се самоопределят | 36        | 0,73      |
| Неотговорили        | 689       | 14,00     |

### Движение на населението (1934 – 2021)
| Община Баните                                 | Община Баните | Община Баните | Община Баните | Община Баните | Община Баните | Община Баните | Община Баните | Община Баните | Община Баните | Община Баните | Община Баните |
| --------------------------------------------- | ------------- | ------------- | ------------- | ------------- | ------------- | ------------- | ------------- | ------------- | ------------- | ------------- | ------------- |
| Година                                        | 1934          | 1946          | 1956          | 1965          | 1975          | 1985          | 1992          | 2001          | 2011          | 2021          |               |
| Население                                     | 10562         | 12300         | 13550         | 12196         | 10064         | 9127          | 8200          | 6765          | 4923          | 3302          |               |
| Източници: Национален Статистически Институт, |               |               |               |               |               |               |               |               |               |               |               |

### Населени места
Общината има 20 населени места с общо население от 3302 жители към 7 септември 2021 г.
| Населено място | Население (2021 г.) | Площ на землището km2 | Забележка (старо име) | Населено място | Население (2021 г.) | Площ на землището km2 | Забележка (старо име)                     |
| -------------- | ------------------- | --------------------- | --------------------- | -------------- | ------------------- | --------------------- | ----------------------------------------- |
| Баните         | 755                 | 15,544                | Лъджа                 | Загражден      | 260                 | 20,596                | Долащър                                   |
| Босилково      | 28                  | 19,277                |                       | Кръстатица     | 49                  | 6,947                 |                                           |
| Вишнево        | 187                 | 7,274                 | Лесково               | Малка Арда     | 147                 | 14,586                | Кючук Арда, Старо село                    |
| Вълчан дол     | 67                  | 13,532                | Вълчан дере           | Малко Крушево  | -                   | -                     | Ахатлар сегаир, в з-щето на с. Две тополи |
| Глогино        | 53                  | 13,073                | Дюле дере, Глогина    | Оряховец       | 442                 | 8,261                 | Козлуджа                                  |
| Гълъбово       | 358                 | 19,289                | Ахрян юрпек, Ахряне   | Планинско      | 9                   | 58,326                |                                           |
| Давидково      | 445                 | 17,160                | Давудево              | Рибен дол      | 8                   | 17,921                | Балаклъ дере, Рибни дол                   |
| Две тополи     | 10                  | 15,831                | Ахатлар кебир         | Сливка         | 14                  | 16,131                | Ириклии                                   |
| Дебеляново     | 10                  | 10,087                | Каба ач               | Стърница       | 255                 | 16,526                |                                           |
| Дрянка         | 177                 | 5,162                 |                       | Траве          | 28                  | 5,642                 |                                           |
|                |                     |                       |                       | ОБЩО           | 3302                | 301,165               | 1 населено място е без землище            |

## Административно-териториални промени
- Указ № 192/обн. 21 април 1923 г. – признава м. Стърница за с. Стърница;
- МЗ № 2820/обн. 14 август 1934 г. – преименува с. Ахрян юрпек на с. Ахряне;

– преименува с. Вълчан дере на с. Вълчан дол;
– преименува с. Дюле дере (Догла) на с. Глогина;
– преименува с. Давудево на с. Давидково;
– преименува с. Долащър на с. Загражден;
– преименува м. Канарата на м. Канара;
– преименува с. Козлуджа на с. Оряховец;
– преименува с. Балаклъ дере на с. Рибни дол;
– преименува с. Ираклии на с. Сливка;
– преименува с. Хамбар дере на с. Хамбар;
- МЗ № 3775/обн. 7 декември 1934 г. – преименува с. Ахатлар кебир на с. Две тополи;

– преименува с. Каба ач на с. Дебеляново;
– преименува с. Ахатлар сегаир на с. Малко Крушево;
- Указ № 949/обн. 8 декември 1949 г. – преименува с. Лесково на с. Вишнево;

– преименува с. Кючук Арда (Старо село) на с. Малка Арда;
- Указ № 5/обн. 8 януари 1963 г. – признава н.м. Борово, Катранци и Крушево за отделно населено място – с. Босилково;

– признава н.м. Кръстатице за отделно населено място – с. Кръстатица;
- Указ № 960/обн. 4 януари 1966 г. – преименува с. Глогина на с. Глогино;

– преименува с. Рибни дол на с. Рибен дол;
- Указ № 502/обн. 11 юни 1967 г. – признава н.м. Траве (от с. Лъджа) за отделно населено място – м. Траве;

.* Указ № 1563/обн. 25 юли 1972 г. – преименува с. Лъджа на с. Баните;
- Указ № 889/обн. 20 май 1975 г. – преименува с. Ахряне на с. Гълъбово;
- Указ № 2294/обн. 26 декември 1978 г. – заличава с. Хамбар поради изселване;
- Указ № 583/обн. 14 април 1981 г. – признава н.м. Планината, Шарен мост и Шипка (от с. Рибен дол) за отделно населено място – с. Планинско;
- Указ № 2932/обн. 30 септември 1983 г. – признава м. Дрянка за с. Дрянка;

– заличава м. Канара и я присъединява като квартал на с. Сливка;
– заличава м. Чифлика и я присъединява като квартал на с. Стърница;
- Указ № 3005/обн. 9 октомври 1987 г. – закрива община Славейно и присъединява селата Кръстатица и Малка Арда заедно с техните землища към община Баните;
- На основание §7 (т.3) от Закона за административно-териториалното устройство на Република България (ДВ, бр. 63/1995 г.) всички махали, колиби, гари, минни и промишлени селища придобиват статут на села.

## Транспорт
През общината преминават частично 3 пътя от Републиканската пътна мрежа на България с обща дължина 48,2 km:
- последният участък от 9,3 km от Републикански път III-863 (от km 23,2 до km 32,5);
- последният участък от 41,6 km от Републикански път III-8611 (от km 17,8 до km 59,4);
- началният участък от 5,5 km от Републикански път III-8632 (от km 0 до km 5,5).

## Топографска карта
- Лист от карта K-35-74. Мащаб: 1 : 100 000.
- Лист от карта K-35-75. Мащаб: 1 : 100 000.
- Лист от карта K-35-86. Мащаб: 1 : 100 000.
- Лист от карта K-35-87. Мащаб: 1 : 100 000.